# Hans-Klaus Zinser
Hans-Klaus Zinser (* 25. August 1912 in Hansdorf (Posen); † 26. Dezember 1997 in Köln) war ein deutscher Gynäkologe und Pionier auf dem Gebiet der Zytodiagnostik.

## Werdegang

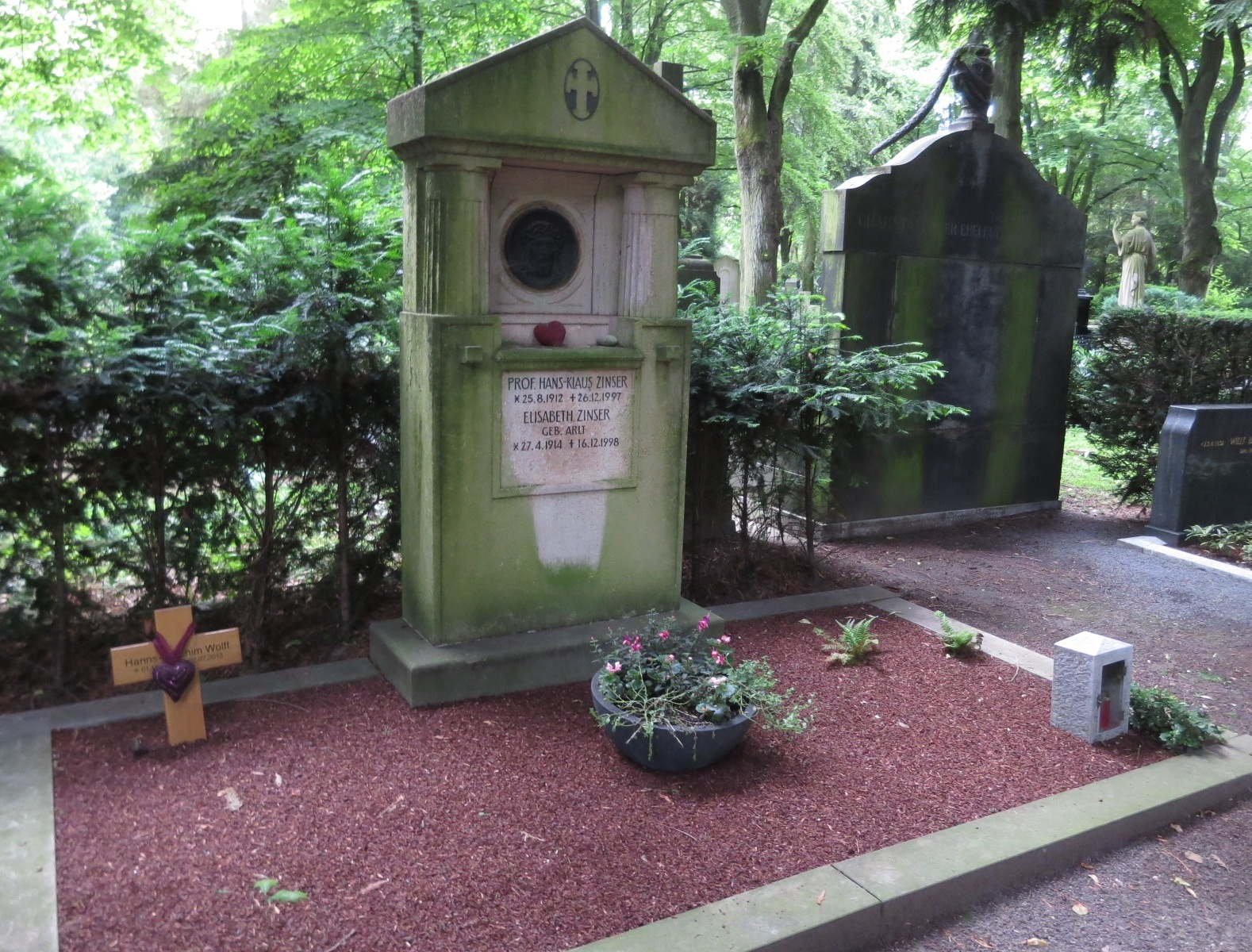
Grabstätte Melaten-Friedhof (2016)

1918 floh Zinsers Familie infolge des Verlusts Posens an Polen aus dem heimischen Haunsdorf nach Neustadt bei Coburg. Er legte das Abitur in Erlangen ab. Zu Beginn seines Studiums der Medizin in Jena wurde Zinser 1933 Mitglied der Burschenschaft Arminia auf dem Burgkeller.
Er wechselte später nach München, kehrte nach Jena zurück und erhielt 1938 die Approbation. Er promovierte im gleichen Jahr an der Universität Jena. Der Kriegsdienst als Stabsarzt unterbrach seinen beruflichen Werdegang. 1943 kehrte er an die Universitäts-Frauenklinik Jena zurück, wo er 1947 bei Gustav Döderlein Oberarzt wurde. Nach Habilitation 1948 wurde er zum Privatdozenten ernannt. Von 1952 bis 1955 war er Direktor der Universitäts-Frauenklinik Greifswald.
1956 übersiedelte er in die Bundesrepublik und wurde Leiter der gynäkologischen Abteilung des Evangelischen Krankenhauses Weyertal in Köln. Dort gründete er 1957 das Zytologische Laboratorium. Bei der Gründung der Internationalen Akademie für Zytologie in Brüssel im selben Jahr wurde Zinser zu ihrem ersten Vorsitzenden gewählt.
1977 trat er als Chefarzt in den Ruhestand, blieb aber einige Jahre als Leiter des Zytologischen Laboratoriums tätig. Er starb 1997 im Alter von 85 Jahren und wurde auf dem Kölner Friedhof Melaten (Lit. V) beigesetzt.

## Ehrungen
- 1978: Verdienstkreuz 1. Klasse der Bundesrepublik Deutschland[6]